# Mirolabrichthys
Mirolabrichthys là một chi cá biển thuộc họ Cá mú. Chi này được Albert W. C. T. Herre và Montalban thiết lập năm 1927.

## Từ nguyên
Từ mirolabrichthys được ghép bởi hai âm tiết trong tiếng Latinh (mirus, "kỳ lạ" và labrum, "môi") và ichthys, hàm ý đề cập đến môi trên của M. tuka đặc biệt dày và nhọn.

## Phân loại học
Theo dòng thời gian, Mirolabrichthys từng được coi là một phân chi của chi Anthias; nhưng từ sau nghiên cứu năm 1986 của Katayama M. & K. Amaoka với nhận xét rằng các chi Mirolabrichthys, Pseudanthias và Franzia ở Thái Bình Dương và Ấn Độ Dương dù thường được xếp vào trong chi Anthias (nghĩa hẹp chỉ có ở Đại Tây Dương) nhưng có quan hệ họ hàng gần gũi với nhau hơn và khác biệt với Anthias, thì các tác giả sau này xếp nó là phân chi của chi Pseudanthias. Năm 2022 nó lại được phục hồi thành chi riêng biệt, và 3 loài từ Pseudanthias nghĩa rộng được chuyển lại cho Mirolabrichthys.

## Các loài
Ở thời điểm năm 2022, 3 loài được công nhận trong chi Mirolabrichthys là:
- Mirolabrichthys evansi Smith, 1954
- Mirolabrichthys pascalus (Jordan & Tanaka, 1927)
- Mirolabrichthys tuka Herre & Montalban, 1927

## Chuyển đi
Các loài từng được xếp trong chi/phân chi Mirolabrichthys còn có:
- Mirolabrichthys aurulentus = Pyronotanthias aurulentus
- Mirolabrichthys bartlettorum = Nemanthias bartlettorum
- Mirolabrichthys bicolor = Nemanthias bicolor
- Mirolabrichthys bimarginatus = Pyronotanthias bimarginatus
- Mirolabrichthys dispar = Nemanthias dispar
- Mirolabrichthys flavoguttatus = Pyronotanthias flavoguttatus
- Mirolabrichthys ignitus = Nemanthias ignitus
- Mirolabrichthys lori = Pyronotanthias lori
- Mirolabrichthys parvirostris = Pyronotanthias parvirostris
- Mirolabrichthys privitera = Pyronotanthias privitera
- Mirolabrichthys regalis = Nemanthias regalis
- Mirolabrichthys smithvanizi = Pyronotanthias smithvanizi
- Mirolabrichthys timanoa = Pyronotanthias timanoa
- Mirolabrichthys unimarginatus = Pyronotanthias unimarginatus